# Paris Saint-Germain Football Club 2020-2021
Questa voce raccoglie le informazioni riguardanti il Paris Saint-Germain Football Club nelle competizioni ufficiali della stagione 2020-2021.

## Stagione
Dopo l'ottima annata precedente, il club parigino conferma Thomas Tuchel nel ruolo di allenatore per la terza stagione consecutiva. Per quanto riguarda il mercato dei giocatori, la dirigenza qatariota perfeziona gli acquisti in prestito del terzino Alessandro Florenzi dalla Roma, del mediano Danilo Pereira dal Porto, del trequartista Rafinha dal Barcellona e della punta Moise Kean dall'Everton. Sul fronte cessioni, i francesi si limitano allo sfoltimento della rosa che, però, include l'addio di due pilastri come il difensore Thiago Silva e l'attaccante Edinson Cavani, i quali si accasano rispettivamente a Chelsea e Manchester Utd.
La stagione in campionato del Paris-Saint Germain si apre con due inaspettate sconfitte: quella al debutto sul campo del Lens (1-0) e quella casalinga contro l'Olympique Marsiglia (0-1), che segnano il peggior avvio in Ligue 1 dall'agosto 2011. I parigini si riprendono tuttavia velocemente dai due passi falsi, inanellando una serie di otto vittorie consecutive per prendersi la vetta della classifica a discapito del Lilla. Le successive sconfitte sul campo del Monaco (3-2) prima e quella al Parco dei Principi con l'Olympique Lione poi (0-1), intervallate dai pareggi con Bordeaux (2-2) e Lilla (0-0), fanno scivolare Les Parisiens al terzo posto e costano l'esonero a Tuchel che, il 2 gennaio 2021, viene sostituito dall'argentino Mauricio Pochettino, reduce dalla lunga esperienza come tecnico del Tottenham.
Con l'arrivo di Pochettino in panchina i parigini conquistano, il 13 gennaio, la decima Supercoppa francese della loro storia (l'ottava consecutiva) dopo aver sconfitto per 2-1 l'Olympique Marsiglia allo Stadio Bollaert-Delelis di Lens. In campionato il Paris Saint-Germain ottiene otto vittorie e un pareggio in dodici partite, ma le sconfitte con Lorient (2-3), Monaco (0-2) e Nantes (1-2) (rispettivamente alla 22ª, alla 26ª e alla 29ª giornata) negano l'assalto al primo posto occupato dal sorprendente Lilla. Alla 30ª, con la vittoria esterna per 4-2 contro l'Olympique Lione, il Paris Saint-Germain raggiunge la vetta della classifica, ma il primato dura solo una giornata, visto che nel turno successivo i parigini perdono per 0-1 lo scontro diretto con il Lilla. Nelle ultime sette gare Les Parisiens raccolgono sei vittorie e un pareggio, ma devono accontentarsi del secondo posto finale alle spalle del Lilla.
Sul fronte europeo i francesi, finalisti della precedente edizione, vengono inseriti nel Gruppo H di Champions League con gli inglesi del Manchester Utd, i tedeschi dell'RB Lipsia e i turchi del Başakşehir. I parigini, nonostante le sconfitte con Manchester Utd (1-2 interno) e RB Lipsia (2-1 esterno), si classificano al primo posto del girone, a discapito degli stessi tedeschi in virtù della miglior differenza reti complessiva, dopo aver vinto i restanti quattro incontri. Agli ottavi di finale Les Parisiens eliminano gli spagnoli del Barcellona con un risultato complessivo di 5-2 tra andata e ritorno grazie alle reti di Kylian Mbappé. Nei quarti di finale il Paris Saint-Germani supera i tedeschi del Bayern Monaco, detentori del trofeo, vincendo per 3-2 in trasferta e perdendo per 0-1 al ritorno, qualificandosi quindi per la regola del gol in trasferta. Nelle semifinali, però, i parigini vengono eliminati dagli inglesi del Manchester City, che si impongono con il risultato complessivo di 4-1 tra andata e ritorno.
Per quanto riguarda la coppa nazionale, il Paris-Saint Germain inizia il proprio cammino dai trentaduesimi di finale, dove sconfigge di misura il Caen grazie alla rete di Moise Kean. Nei sedicesimi di finale Les Parisiens espugnano il campo del Brest con un netto 0-3. Agli ottavi di finale il Lilla viene sconfitto con un perentorio 3-0 al Parco dei Principi. Nei quarti di finale i parigini superano l'Angers per 5-0, per poi avere la meglio per 6-5 ai rigori del Montpellier, dopo il 2-2 dei tempi regolamentari. In finale il Paris Saint-Germain batte il Monaco per 2-0 e conquista la Coppa di Francia per la quattordicesima volta nella sua storia.

## Maglie e sponsor
| Casa | Trasferta | Terza | Quarta |

## Organigramma societario
Area direttiva
- Presidente: Nasser Al-Khelaïfi
- Direttore generale: Jean-Claude Blanc
- Direttore generale amministrazione e finanze: Philippe Boindrieux
- Direttore generale attività commerciali: Frédéric Longuepee

Area organizzativa
- Segretario generale: Benoît Rousseau
- Direttore della biglietteria: Nicolas Arndt
- Direttore della sicurezza: Jean-Philippe D'Hallivillée

Area comunicazione
- Direttore relazioni esterne: Guillaume Le Roy
- Protocollo e relazioni pubbliche: Katia Krekowiak
- Ufficio stampa: Yann Guerin

Area marketing
- Direttore marketing: Michel Mimran

Area tecnica
- Direttore sportivo: Leonardo
- Direttore centro di formazione: Bertrand Reuzeau
- Allenatore: Thomas Tuchel (fino al 29 dicembre 2020), Mauricio Pochettino (dal 2 gennaio 2021)
- Allenatore in seconda: Arno Michels (fino al 29 dicembre 2020)
- Collaboratori tecnici: Zoumana Camara, Zsolt Lőw (fino al 29 dicembre 2020)
- Preparatori atletici: Simon Colinet, Denis Lefebve, Nicolas Mayer, Rainer Schrey (fino al 29 dicembre 2020)
- Analisti video: Julien Roger, Benjamin Weber
- Analisti performance: Martin Buchheit, Ben Simpson, Mathieu Lacome
- Preparatore dei portieri: carica vacante

Area sanitaria
- Responsabile: Eric Rolland
- Medico sociale: Laurent Aumont
- Massaggiatori: Jérôme Andral, Bruno Le Natur, Gaël Pasquer, Cyril Praud
- Osteopata: Joffrey Martin

## Rosa
Aggiornata al 6 dicembre 2020.
| N. |                       | Ruolo | Calciatore            |
| -- | --------------------- | ----- | --------------------- |
| 1  | Costa Rica (bandiera) | P     | Keylor Navas          |
| 3  | Francia (bandiera)    | D     | Presnel Kimpembe      |
| 4  | Germania (bandiera)   | D     | Thilo Kehrer          |
| 5  | Brasile (bandiera)    | D     | Marquinhos (capitano) |
| 6  | Italia (bandiera)     | C     | Marco Verratti        |
| 7  | Francia (bandiera)    | A     | Kylian Mbappé         |
| 8  | Argentina (bandiera)  | C     | Leandro Paredes       |
| 9  | Argentina (bandiera)  | A     | Mauro Icardi          |
| 10 | Brasile (bandiera)    | A     | Neymar                |
| 11 | Argentina (bandiera)  | C     | Ángel Di María        |
| 12 | Brasile (bandiera)    | C     | Rafinha               |
| 14 | Spagna (bandiera)     | D     | Juan Bernat           |
| 15 | Portogallo (bandiera) | C     | Danilo Pereira        |
| 16 | Spagna (bandiera)     | P     | Sergio Rico           |
| 18 | Italia (bandiera)     | A     | Moise Kean            |
| 19 | Spagna (bandiera)     | C     | Pablo Sarabia         |

| N. |                         | Ruolo | Calciatore          |
| -- | ----------------------- | ----- | ------------------- |
| 20 | Francia (bandiera)      | D     | Layvin Kurzawa      |
| 21 | Spagna (bandiera)       | C     | Ander Herrera       |
| 22 | Francia (bandiera)      | D     | Abdou Diallo        |
| 23 | Germania (bandiera)     | C     | Julian Draxler      |
| 24 | Italia (bandiera)       | D     | Alessandro Florenzi |
| 25 | Paesi Bassi (bandiera)  | D     | Mitchel Bakker      |
| 27 | Senegal (bandiera)      | C     | Idrissa Gueye       |
| 29 | RD del Congo (bandiera) | A     | Arnaud Kalimuendo   |
| 30 | Polonia (bandiera)      | P     | Marcin Bułka        |
| 30 | Francia (bandiera)      | P     | Alexandre Letellier |
| 31 | Francia (bandiera)      | D     | Colin Dagba         |
| 32 | RD del Congo (bandiera) | D     | Timothée Pembélé    |
| 33 | Francia (bandiera)      | C     | Bandiougou Fadiga   |
| 34 | Francia (bandiera)      | D     | Loïc Mbe Soh        |
| 35 | Spagna (bandiera)       | A     | Jesé                |
| 36 | Francia (bandiera)      | C     | Kays Ruiz-Atil      |
| 40 | Francia (bandiera)      | P     | Garissone Innocent  |

## Calciomercato

### Sessione estiva(dall'11/06 al 31/08)
| Acquisti         | Acquisti                | Acquisti         | Acquisti                           |
| R.               | Nome                    | da               | Modalità                           |
| ---------------- | ----------------------- | ---------------- | ---------------------------------- |
| P                | Alphonse Areola         | Real Madrid      | fine prestito                      |
| P                | Alexandre Letellier     |                  | svincolato                         |
| P                | Sergio Rico             | Siviglia         | definitivo (6 milioni €)           |
| D                | Alessandro Florenzi     | Roma             | prestito                           |
| C                | Danilo Pereira          | Porto            | prestito                           |
| C                | Rafinha                 |                  | svincolato                         |
| A                | Mauro Icardi            | Inter            | riscatto cartellino (50 milioni €) |
| A                | Jesé                    | Sporting Lisbona | fine prestito                      |
| A                | Moise Kean              | Everton          | prestito                           |
| Altre operazioni |                         |                  |                                    |
| R.               | Nome                    | da               | Modalità                           |
| C                | Eric Junior Dina-Ebimbe | Le Havre         | fine prestito                      |
| C                | Isaac Hemans            | SO Cholet        | fine prestito                      |

| Cessioni         | Cessioni                 | Cessioni          | Cessioni                        |
| R.               | Nome                     | a                 | Modalità                        |
| ---------------- | ------------------------ | ----------------- | ------------------------------- |
| P                | Alphonse Areola          | Fulham            | prestito                        |
| P                | Marcin Bułka             | Cartagena FC      | prestito                        |
| P                | Garissone Innocent       | Caen              | prestito                        |
| P                | Sergio Rico              | Siviglia          | fine prestito                   |
| D                | Tanguy Nianzou           |                   | svincolato                      |
| D                | Loïc Mbe Soh             | Nottingham Forest | definitivo (5 milioni €)        |
| D                | Thomas Meunier           |                   | svincolato                      |
| D                | Thiago Silva             |                   | svincolato                      |
| C                | Adil Aouchiche           |                   | svincolato                      |
| A                | Edinson Cavani           |                   | svincolato                      |
| A                | Eric Maxim Choupo-Moting |                   | svincolato                      |
| A                | Arnaud Kalimuendo        | Lens              | prestito                        |
| Altre operazioni |                          |                   |                                 |
| R.               | Nome                     | a                 | Modalità                        |
| D                | Moussa Sissako           | Standard Liegi    | riscatto cartellino (400.000 €) |
| C                | Eric Junior Dina-Ebimbe  | Digione           | prestito                        |

### Sessione invernale(dal 02/01 al 01/02)
| Acquisti         | Acquisti         | Acquisti         | Acquisti         |
| R.               | Nome             | da               | Modalità         |
| Altre operazioni | Altre operazioni | Altre operazioni | Altre operazioni |
| R.               | Nome             | da               | Modalità         |
| ---------------- | ---------------- | ---------------- | ---------------- |

| Cessioni         | Cessioni | Cessioni | Cessioni   |
| R.               | Nome     | a        | Modalità   |
| ---------------- | -------- | -------- | ---------- |
| A                | Jesé     |          | svincolato |
| Altre operazioni |          |          |            |
| R.               | Nome     | a        | Modalità   |

## Risultati

### Ligue 1

#### Girone d'andata
| Arbitro: | Lesage |

|               |           |  |
| Draxler 90+3’ | Marcatori |  |

| Arbitro: | Schneider |

|            |           |  |
| Ganago 57’ | Marcatori |  |

| Arbitro: | Brisard |

|  |           |             |
|  | Marcatori | 31’ Thauvin |

| Arbitro: | Bastien |

|  |           |                                                 |
|  | Marcatori | 38’ (rig.) Mbappé 45+1’ Di María 66’ Marquinhos |

| Arbitro: | Buquet |

|  |           |                |
|  | Marcatori | 9’, 63’ Icardi |

| Arbitro: | Schneider |

|                                                              |           |            |
| Florenzi 7’ Neymar 36’, 47’ Draxler 57’ Gueye 71’ Mbappé 84’ | Marcatori | 52’ Traoré |

| Arbitro: | Turpin |

|  |           |                                          |
|  | Marcatori | 32’, 83’ Mbappé 77’ Florenzi 89’ Sarabia |

| Arbitro: | Hamel |

|                              |           |  |
| Kean 3’, 23’ Mbappé 82’, 88’ | Marcatori |  |

| Arbitro: | Ben El Hadj |

|  |           |                                           |
|  | Marcatori | 47’ Herrera 65’ (rig.) Mbappé 88’ Sarabia |

| Arbitro: | Bastien |

|                                           |           |  |
| Kean 11’ Di María 21’ Da Silva 73’ (aut.) | Marcatori |  |

| Arbitro: | Turpin |

|                                      |           |                        |
| Volland 52’, 66’ Fàbregas 84’ (rig.) | Marcatori | 25’, 37’ (rig.) Mbappé |

| Arbitro: | Pignard |

|                            |           |                             |
| Neymar 27’ (rig.) Kean 28’ | Marcatori | 10’ (aut.) Pembélé 60’ Adli |

| Arbitro: | Lesage |

|              |           |                                 |
| Mavididi 41’ | Marcatori | 33’ Dagba 77’ Kean 90+1’ Mbappé |

| Arbitro: | Bastien |

|  |           |              |
|  | Marcatori | 35’ Kadewere |

| Arbitro: | Hamel |

|                            |           |  |
| Mbappé 51’ (rig.) Kean 61’ | Marcatori |  |

| Villeneuve d'Ascq 20 dicembre 2020, ore 21:00 CET 16ª giornata | Lilla    | 0 – 0 referto | Paris Saint-Germain | Stadio Pierre Mauroy\| Arbitro: \| Letexier \| |
| Arbitro:                                                       | Letexier |               |                     |                                                |

| Arbitro: | Miguelgorry |

|                                             |           |  |
| Pembélé 18’ Mbappé 80’ Gueye 88’ Kean 90+1’ | Marcatori |  |

| Arbitro: | Turpin |

|             |           |          |
| Hamouma 19’ | Marcatori | 22’ Kean |

| Arbitro: | Ben El Hadj |

|                                 |           |  |
| Kean 15’ Icardi 81’ Sarabia 83’ | Marcatori |  |

#### Girone di ritorno
| Arbitro: | Delerue |

|  |           |             |
|  | Marcatori | 70’ Kurzawa |

| Arbitro: | Delajod |

|                                       |           |  |
| Mbappé 34’, 63’ Neymar 60’ Icardi 61’ | Marcatori |  |

| Arbitro: | Stinat |

|                                   |           |                               |
| Abergel 36’ Wissa 80’ Moffi 90+1’ | Marcatori | 45’ (rig.), 58’ (rig.) Neymar |

| Arbitro: | Letexier |

|                                     |           |  |
| Di María 18’ Sarabia 36’ Mbappé 68’ | Marcatori |  |

| Arbitro: | Bastien |

|  |           |                      |
|  | Marcatori | 9’ Mbappé 24’ Icardi |

| Arbitro: | Pignard |

|                      |           |           |
| Draxler 22’ Kean 76’ | Marcatori | 50’ Lopes |

| Arbitro: | Buquet |

|  |           |                     |
|  | Marcatori | 6’ Diop 51’ Maripán |

| Arbitro: | Lesage |

|  |           |                                            |
|  | Marcatori | 6’ Kean 32’ (rig.), 51’ Mbappé 82’ Pereira |

| Arbitro: | Schneider |

|  |           |             |
|  | Marcatori | 20’ Sarabia |

| Arbitro: | Abed |

|             |           |                          |
| Draxler 42’ | Marcatori | 59’ Kolo Muani 71’ Simon |

| Arbitro: | Turpin |

|                        |           |                                         |
| Slimani 62’ Cornet 81’ | Marcatori | 15’, 52’ Mbappé 32’ Danilo 47’ Di María |

| Arbitro: | Bastien |

|  |           |           |
|  | Marcatori | 20’ David |

| Arbitro: | Pignard |

|               |           |                                             |
| Sahi Dion 63’ | Marcatori | 16’ Mbappé 27’ Sarabia 45’ Kean 79’ Paredes |

| Arbitro: | Buquet |

|                                     |           |                           |
| Mbappé 79’, 87’ (rig.) Icardi 90+4’ | Marcatori | 78’ Bouanga 90+1’ Hamouma |

| Arbitro: | Delajod |

|              |           |                                  |
| Centonze 46’ | Marcatori | 4’, 59’ Mbappé 89’ (rig.) Icardi |

| Arbitro: | Brisard |

|                           |           |            |
| Neymar 33’ Marquinhos 59’ | Marcatori | 61’ Ganago |

| Arbitro: | Buquet |

|              |           |                     |
| Guirassy 70’ | Marcatori | 45+6’ (rig.) Neymar |

| Arbitro: | Turpin |

|                                                      |           |  |
| Neymar 13’ (rig.) Mbappé 24’ Marquinhos 68’ Kean 89’ | Marcatori |  |

| Arbitro: | Lesage |

|  |           |                              |
|  | Marcatori | 37’ (aut.) Faivre 71’ Mbappé |

### Coppa di Francia

#### Fase a eliminazione diretta
| Arbitro: | Miguelgorry |

|  |           |          |
|  | Marcatori | 49’ Kean |

| Arbitro: | Briand |

|  |           |                            |
|  | Marcatori | 9’, 73’ Mbappé 44’ Sarabia |

| Arbitro: | Delajod |

|                                    |           |  |
| Icardi 9’ Mbappé 41’ (rig.), 90+3’ | Marcatori |  |

| Arbitro: | Delerue |

|                                                   |           |  |
| Icardi 9’, 68’, 90’ Manceau 23’ (aut.) Neymar 65’ | Marcatori |  |

| Arbitro: | Pignard |

|                                                |                      |                                          |
| Laborde 45’ Delort 83’                         | Marcatori            | 10’, 50’ Mbappé                          |
| Savanier Delort Stephy Mavididi Ristić Laborde | Tiri di rigore 5 – 6 | Di María Draxler Paredes Marquinhos Kean |

| Arbitro: | Letexier |

|  |           |                       |
|  | Marcatori | 19’ Icardi 81’ Mbappé |

### Champions League

#### Fase a gironi
| Arbitro: | Mateu Lahoz |

|                    |           |                                         |
| Martial 55’ (aut.) | Marcatori | 23’ (rig.) Bruno Fernandes 87’ Rashford |

| Arbitro: | Ekberg |

|  |           |               |
|  | Marcatori | 64’, 79’ Kean |

| Arbitro: | Marciniak |

|                                |           |             |
| Nkunku 42’ Forsberg 56’ (rig.) | Marcatori | 6’ Di María |

| Arbitro: | Makkelie |

|                   |           |  |
| Neymar 11’ (rig.) | Marcatori |  |

| Arbitro: | Orsato |

|              |           |                                 |
| Rashford 32’ | Marcatori | 6’, 90+1’ Neymar 69’ Marquinhos |

| Arbitro: | Makkelie |

|                                             |           |           |
| Neymar 21’, 38’, 52’ Mbappé 42’ (rig.), 62’ | Marcatori | 57’ Topal |

#### Fase a eliminazione diretta
| Arbitro: | Kuipers |

|                  |           |                               |
| Messi 27’ (rig.) | Marcatori | 32’, 65’, 85’ Mbappé 70’ Kean |

| Arbitro: | Taylor |

|                   |           |           |
| Mbappé 30’ (rig.) | Marcatori | 37’ Messi |

| Arbitro: | Mateu Lahoz |

|                              |           |                               |
| Choupo-Moting 37’ Müller 60’ | Marcatori | 3’, 68’ Mbappé 28’ Marquinhos |

| Arbitro: | Orsato |

|  |           |                   |
|  | Marcatori | 40’ Choupo-Moting |

| Arbitro: | Brych |

|                |           |                          |
| Marquinhos 15’ | Marcatori | 64’ De Bruyne 71’ Mahrez |

| Arbitro: | Kuipers |

|                 |           |  |
| Mahrez 11’, 63’ | Marcatori |  |

### Trophée des champions
| Arbitro: | Buquet |

|                              |           |           |
| Icardi 35’ Neymar 85’ (rig.) | Marcatori | 89’ Payet |

## Statistiche
Aggiornate al 23 maggio 2021

### Statistiche di squadra
| Competizione          | Punti | In casa | In casa | In casa | In casa | In casa | In casa | In trasferta | In trasferta | In trasferta | In trasferta | In trasferta | In trasferta | Totale | Totale | Totale | Totale | Totale | Totale | DR  |
| Competizione          | Punti | G       | V       | N       | P       | Gf      | Gs      | G            | V            | N            | P            | Gf           | Gs           | G      | V      | N      | P      | Gf     | Gs     | DR  |
| --------------------- | ----- | ------- | ------- | ------- | ------- | ------- | ------- | ------------ | ------------ | ------------ | ------------ | ------------ | ------------ | ------ | ------ | ------ | ------ | ------ | ------ | --- |
| Ligue 1               | 82    | 19      | 13      | 1       | 5       | 44      | 14      | 19           | 13           | 3            | 3            | 42           | 14           | 38     | 26     | 4      | 8      | 86     | 28     | +58 |
| Coppa di Francia      | -     | 2       | 2       | 0       | 0       | 8       | 0       | 3            | 2            | 1            | 0            | 6            | 2            | 6      | 5      | 1      | 0      | 16     | 2      | +14 |
| Champions League      | 12    | 6       | 2       | 1       | 3       | 9       | 7       | 6            | 4            | 0            | 2            | 13           | 8            | 12     | 6      | 1      | 5      | 22     | 15     | +7  |
| Trophée des champions | -     | 0       | 0       | 0       | 0       | 0       | 0       | 0            | 0            | 0            | 0            | 0            | 0            | 1      | 1      | 0      | 0      | 2      | 1      | +1  |
| Totale                | -     | 27      | 17      | 2       | 8       | 61      | 21      | 28           | 19           | 4            | 5            | 61           | 24           | 57     | 38     | 6      | 13     | 126    | 46     | +80 |

### Andamento in campionato
| Giornata  | 1 | 2  | 3  | 4 | 5 | 6 | 7 | 8 | 9 | 10 | 11 | 12 | 13 | 14 | 15 | 16 | 17 | 18 | 19 | 20 | 21 | 22 | 23 | 24 | 25 | 26 | 27 | 28 | 29 | 30 | 31 | 32 | 33 | 34 | 35 | 36 | 37 | 38 |
| --------- | - | -- | -- | - | - | - | - | - | - | -- | -- | -- | -- | -- | -- | -- | -- | -- | -- | -- | -- | -- | -- | -- | -- | -- | -- | -- | -- | -- | -- | -- | -- | -- | -- | -- | -- | -- |
| Luogo     | C | T  | C  | T | T | C | T | C | T | C  | T  | C  | T  | C  | C  | T  | C  | T  | C  | T  | C  | T  | C  | T  | C  | C  | T  | T  | C  | T  | C  | T  | C  | T  | C  | T  | C  | T  |
| Risultato | V | P  | P  | V | V | V | V | V | V | V  | P  | N  | V  | P  | V  | N  | V  | N  | V  | V  | V  | P  | V  | V  | V  | P  | V  | V  | P  | V  | P  | V  | V  | V  | V  | N  | V  | V  |
| Posizione | 7 | 13 | 15 | 8 | 7 | 4 | 2 | 1 | 1 | 1  | 1  | 1  | 1  | 3  | 2  | 3  | 3  | 2  | 2  | 1  | 1  | 3  | 3  | 3  | 2  | 3  | 2  | 2  | 2  | 1  | 2  | 2  | 2  | 2  | 2  | 2  | 2  | 2  |

Fonte:  Evoluzione classifica Ligue 1 20/21, su transfermarkt.it, Transfermarkt.
Legenda:

Luogo: C = Casa; T = Trasferta. Risultato: V = Vittoria; N = Pareggio; P = Sconfitta.

### Statistiche dei giocatori
| Giocatore      | Ligue 1  | Ligue 1 | Ligue 1     | Ligue 1    | Coppa di Francia | Coppa di Francia | Coppa di Francia | Coppa di Francia | Champions League | Champions League | Champions League | Champions League | Trophée des Champions | Trophée des Champions | Trophée des Champions | Trophée des Champions | Totale   | Totale | Totale      | Totale     |
| Giocatore      | Presenze | Reti    | Ammonizioni | Espulsioni | Presenze         | Reti             | Ammonizioni      | Espulsioni       | Presenze         | Reti             | Ammonizioni      | Espulsioni       | Presenze              | Reti                  | Ammonizioni           | Espulsioni            | Presenze | Reti   | Ammonizioni | Espulsioni |
| -------------- | -------- | ------- | ----------- | ---------- | ---------------- | ---------------- | ---------------- | ---------------- | ---------------- | ---------------- | ---------------- | ---------------- | --------------------- | --------------------- | --------------------- | --------------------- | -------- | ------ | ----------- | ---------- |
| M. Bakker      | 26       | 0       | 1           | 0          | 4                | 0                | 1                | 0                | 10               | 0                | 0                | 0                | -                     | -                     | -                     | -                     | 40       | 0      | 2           | 0          |
| J. Bernat      | 3        | 0       | 2           | 0          | -                | -                | -                | -                | -                | -                | -                | -                | -                     | -                     | -                     | -                     | 3        | 0      | 2           | 0          |
| M. Bulka       | 1        | -1      | 0           | 0          | -                | -                | -                | -                | -                | -                | -                | -                | -                     | -                     | -                     | -                     | 1        | -1     | 0           | 0          |
| C. Dagba       | 25       | 1       | 3           | 0          | 3                | 0                | 0                | 0                | 5                | 0                | 1                | 0                | -                     | -                     | -                     | -                     | 33       | 1      | 4           | 0          |
| Danilo Pereira | 23       | 2       | 3           | 0          | 6                | 0                | 0                | 0                | 12               | 0                | 2                | 0                | 1                     | 0                     | 0                     | 0                     | 42       | 2      | 5           | 0          |
| A. Diallo      | 22       | 0       | 3           | 2          | 5                | 0                | 0                | 0                | 8                | 0                | 0                | 0                | 1                     | 0                     | 0                     | 0                     | 36       | 0      | 3           | 2          |
| A. Di María    | 27       | 4       | 1           | 0          | 5                | 0                | 0                | 0                | 10               | 1                | 0                | 1                | 1                     | 0                     | 0                     | 0                     | 43       | 5      | 1           | 1          |
| J. Draxler     | 24       | 4       | 3           | 0          | 5                | 0                | 0                | 0                | 5                | 0                | 1                | 0                | -                     | -                     | -                     | -                     | 34       | 4      | 4           | 0          |
| B. Fadiga      | 6        | 0       | 1           | 0          | -                | -                | -                | -                | 0                | 0                | 0                | 0                | -                     | -                     | -                     | -                     | 6        | 0      | 1           | 0          |
| A. Florenzi    | 21       | 2       | 1           | 0          | 4                | 0                | 0                | 0                | 10               | 0                | 0                | 0                | 1                     | 0                     | 0                     | 0                     | 36       | 2      | 1           | 0          |
| I. Gueye       | 28       | 2       | 3           | 0          | 6                | 0                | 1                | 0                | 10               | 0                | 4                | 2                | -                     | -                     | -                     | -                     | 44       | 2      | 8           | 2          |
| A. Herrera     | 31       | 1       | 6           | 0          | 3                | 0                | 1                | 0                | 10               | 0                | 3                | 0                | 1                     | 0                     | 0                     | 0                     | 45       | 1      | 10          | 0          |
| M. Icardi      | 20       | 7       | 1           | 0          | 4                | 5                | 0                | 0                | 3                | 0                | 1                | 0                | 1                     | 1                     | 0                     | 0                     | 28       | 13     | 2           | 0          |
| G. Innocent    | -        | -       | -           | -          | -                | -                | -                | -                | -                | -                | -                | -                | -                     | -                     | -                     | -                     | -        | -      | -           | -          |
| Jesé           | 2        | 0       | 0           | 0          | -                | -                | -                | -                | -                | -                | -                | -                | -                     | -                     | -                     | -                     | 2        | 0      | 0           | 0          |
| A. Kalimuendo  | 1        | 0       | 0           | 0          | -                | -                | -                | -                | -                | -                | -                | -                | -                     | -                     | -                     | -                     | 1        | 0      | 0           | 0          |
| M. Kean        | 26       | 13      | 4           | 0          | 5                | 1                | 0                | 0                | 9                | 3                | 1                | 0                | 1                     | 0                     | 0                     | 0                     | 41       | 17     | 5           | 0          |
| T. Kehrer      | 24       | 0       | 3           | 0          | 4                | 0                | 0                | 0                | 5                | 0                | 1                | 0                | -                     | -                     | -                     | -                     | 33       | 0      | 4           | 0          |
| P. Kimpembe    | 28       | 0       | 6           | 1          | -                | -                | -                | -                | 11               | 0                | 3                | 1                | 1                     | 0                     | 0                     | 0                     | 40       | 0      | 9           | 2          |
| L. Kurzawa     | 19       | 1       | 4           | 1          | 2                | 0                | 0                | 0                | 5                | 0                | 2                | 0                | 1                     | 0                     | 0                     | 0                     | 27       | 1      | 6           | 1          |
| A. Letellier   | 0        | -0      | 0           | 0          | -                | -                | -                | -                | 0                | -0               | 0                | 0                | -                     | -                     | -                     | -                     | 0        | -0     | 0           | 0          |
| Marquinhos     | 25       | 3       | 2           | 0          | 4                | 0                | 1                | 0                | 10               | 3                | 0                | 0                | 1                     | 0                     | 0                     | 0                     | 40       | 6      | 3           | 0          |
| K. Mbappé      | 31       | 27      | 5           | 0          | 5                | 7                | 1                | 0                | 10               | 8                | 0                | 0                | 1                     | 0                     | 1                     | 0                     | 47       | 42     | 7           | 0          |
| L. Mbe Soh     | -        | -       | -           | -          | -                | -                | -                | -                | -                | -                | -                | -                | -                     | -                     | -                     | -                     | -        | -      | -           | -          |
| E. Michut      | 1        | 0       | 0           | 0          | -                | -                | -                | -                | -                | -                | -                | -                | -                     | -                     | -                     | -                     | 1        | 0      | 0           | 0          |
| K. Nagera      | 1        | 0       | 0           | 0          | -                | -                | -                | -                | -                | -                | -                | -                | -                     | -                     | -                     | -                     | 1        | 0      | 0           | 0          |
| K. Navas       | 29       | -18     | 0           | 0          | 3                | -2               | 0                | 0                | 12               | -15              | 0                | 0                | 1                     | -1                    | 0                     | 0                     | 45       | -36    | 0           | 0          |
| Neymar         | 18       | 9       | 6           | 2          | 3                | 1                | 1                | 0                | 9                | 6                | 3                | 0                | 1                     | 1                     | 0                     | 0                     | 31       | 17     | 10          | 2          |
| L. Paredes     | 21       | 1       | 7           | 1          | 6                | 0                | 3                | 0                | 8                | 0                | 4                | 0                | 1                     | 0                     | 0                     | 0                     | 36       | 1      | 14          | 1          |
| T. Pembélé     | 6        | 1       | 1           | 0          | 2                | 0                | 0                | 0                | 1                | 0                | 1                | 0                | -                     | -                     | -                     | -                     | 9        | 1      | 2           | 0          |
| Rafinha        | 24       | 0       | 2           | 0          | 3                | 0                | 1                | 0                | 8                | 0                | 1                | 0                | -                     | -                     | -                     | -                     | 35       | 0      | 4           | 0          |
| S. Rico        | 10       | -9      | 0           | 0          | 3                | -0               | 0                | 0                | 0                | -0               | 0                | 0                | -                     | -                     | -                     | -                     | 13       | -9     | 0           | 0          |
| K. Ruiz-Atil   | 7        | 0       | 1           | 0          | -                | -                | -                | -                | 0                | 0                | 0                | 0                | -                     | -                     | -                     | -                     | 7        | 0      | 1           | 0          |
| P. Sarabia     | 27       | 6       | 2           | 0          | 5                | 1                | 1                | 0                | 4                | 0                | 0                | 0                | 1                     | 0                     | 0                     | 0                     | 37       | 7      | 3           | 0          |
| X. Simons      | 1        | 0       | 0           | 0          | 1                | 0                | 0                | 0                | -                | -                | -                | -                | -                     | -                     | -                     | -                     | 2        | 0      | 0           | 0          |
| M. Verratti    | 21       | 0       | 7           | 0          | 2                | 0                | 0                | 0                | 7                | 0                | 3                | 0                | 1                     | 0                     | 0                     | 0                     | 31       | 0      | 10          | 0          |